# Dolmen von Marcilly-le-Hayer
Die zwei Dolmen von Marcilly-le-Hayer sind der Dolmen de Vamprin und der Dolmen Les Blancs Fossés. Sie liegen westlich der Gemeinde Marcilly-le-Hayer im Département Aube in Frankreich. In der Nähe steht der Menhir von Vamprin. Dolmen ist in Frankreich der Oberbegriff für Megalithanlagen aller Art (siehe: Französische Nomenklatur).

## Dolmen de Vamprin
Der Dolmen hat zwei parallel liegende, Südwest-Nordost orientierte Tragsteine, zwei nicht tragende Endsteine, einen Steinrest, der Teil des Decksteins sein dürfte und einen ovalen, aufliegenden Deckstein. Der Dolmen des Fosses Blancs ist seit 1936 als Monument historique eingestuft.
Der Menhir de Vamprin befindet sich unmittelbar beim gleichnamigen Dolmen.

## Dolmen Les Blancs Fossés
Der Dolmen Les Blancs Fossés (deutsch Weiße Gräben) ist ein Dolmen simple, dessen Kammerreste aus drei U-förmig angeordneten Tragsteinen bestehen, die einen etwa dreieckigen, einseitig überstehenden und 3,5 m langen Deckstein tragen, der wohl der Rest einer größeren Platte ist. Die Kammer des etwa 750 m vom Dolmen de Vamprin entfernten Dolmens misst etwa 2,0 × 1,0 Meter und ist etwa 1,0 Meter hoch. Der Dolmen des Fossés Blancs ist seit 1936 als Monument historique eingestuft.